# Пью, Мэллори
Мэллори Дайана Пью (англ. Mallory Diane Pugh; род. 29 апреля 1998, Литлтон) — американская футболистка, игрок «Чикаго Старз» и сборной США по футболу. В январе 2016 года она стала самой молодой женщиной, выступившей за сборную США во время отборочного олимпийского турнира.
После игры за сборные до 17 и до 20 лет, Пью впервые дебютировала за взрослую сборную США 23 января 2016 года в товарищеском матче против сборной Ирландии. Ранее самым молодой футболисткой, дебютировавшей за сборную, была Хизер О’Рейли в 2002 году; Пью побила это достижение. Мэллори забила гол на 83-й минуте в своем первом матче, став 19-й футболисткой, забившей в дебютном матче.
Пью представляла США на летних Олимпийских играх 2016 года в Рио-де-Жанейро. Пью отличилась голом в ворота Колумбии, выведя Соединённые Штаты вперёд со счётом 2:1, а сама Мэллори стала самой молодой футболисткой США, забившей в олимпийском матче. Пью представляла Соединённые Штаты на чемпионате мира по футболу в 2019 году и в возрасте 21 года.
17 апреля 2017 года Пью объявила, что откажется от игры Калифорнийский университет и сразу станет профессионалом. 13 мая 2017 года было объявлено, что Мэллори Пью подписала контракт с «Вашингтон Спирит» после того, как провалились переговоры с «Портленд Торнс».

## Ранние годы
Мэллори родилась в Литтлтоне в семье Карен и Хораса Пью. У неё есть старшая сестра Брианна, и вместе девушки провели детство в Хайлендс-Рэнч. Её мать занималась бегом на длинные дистанции, отец также занимался бегом и играл в футбол. Повзрослев, Пью считала свою старшую сестру Брианну образцом для подражания и называла её причиной, по которой она начала заниматься футболом. Она начала играть в футбол в возрасте четырёх лет, а затем пошла по стопам сестры и сыграла в клубный футбол с «Реал Колорадо» в Национальной лиге элитных клубов. Она играла в составе клубов возрастных категорий от 11 до 18 лет, а начинала вообще в команде девочек до 5 лет. Пью помогла «Реалу Колорадо» выиграть титулы штата в 2010 и 2011 годах. Кроме того, команда пробилась в финал Национальной лиги элитных клубов в 2013 и 2014 годах . На турнирах до 16 лет «Реал Колорадо» выиграл титулы штата и региона и занял второе место на национальном уровне. В том же году Пью была названа самым ценным игроком регионального турнира.
Пью училась в средней школе «Маунтин Виста» в Хайлендс-Рэнч с 2012 по 2016 годы. За три сезона в команде Пью забила 47 голов и сделала 23 передачи. На первом курсе Пью была включена в команду Колорадо после того, как привела свой клуб к победе в чемпионате штата. Во время учёбы на втором курсе, несмотря на то, что она пропустила более половины своих школьных игр из-за включения в состав национальной сборной, она помогла команде выйти в полуфинал штата. Будучи юниором, Пью забила 24 гола и отдала 12 передач в 18 играх. Она стала футболисткой года по версии Gatorade в 2014/2015 годах и получила ряд других индивидуальных наград.
В январе 2016 года сообщалось, что Пью отказалась от игры за университетскую команду и хотела стать профессионалом, подписав контракт с «Портленд Торнс». Позже на той неделе её отец сказал, что эта информация была ложной и Пью присоединится к футбольной команде Калифорнийского университета в Лос-Анджелесе, как первоначально планировалось. В июле 2016 года было объявлено, что она отложила поступление в Калифорнийский университет в Лос-Анджелесе до января 2017 года из-за подготовки к Олимпийским играм в Рио и чемпионату мира до 20 лет 2016 года. В начале 2017 года она участвовала в нескольких состязаниях на университетском уровне, но в итоге не сыграла ни одной игры и начала профессиональную карьеру.

## Клубная карьера

### «Вашингтон Спирит», 2017—2019
После долгих споров о том, в какой команде начнёт играть Пью, она подписала контракт с «Вашингтон Спирит» 13 мая 2017 года. Она дебютировала за команду 20 мая 2017 года в матче против «Канзас-Сити». Пью забила 6 голов в своем дебютном сезоне и была номинирована на награду лучшему новичку года.
Пью продолжила играть за «Спирит» в сезоне 2018 года. 27 мая она получила травму связок правого колена, из-за чего ей пришлось пропустить 8 игр. Она вернулась на поле 5 августа против команды «Сиэтл Рейн».

### «Скай Блю», 2020-н.в.
16 января 2020 года Пью обменяли в «Скай Блю» во время драфта. Она дебютировала в новой команде 5 сентября 2020 года против «Вашингтон Спирит», выйдя на замену на 61-й минуте. «Скай Блю» выиграли матч со счётом 2:1, Пью отдала передачу Маргарет Пёрс, которая забила победный гол в овертайме.

## Международная карьера

### Молодежные сборные
В 2011 году Пью заявила о своём желании играть в лагерь в Портленде и её вызвали на тренировки в «Хоум Депот Центр» в составе группы девушек до 14 лет с 18 по 25 сентября. В 2012 году Пью участвовала в тренировочном сборе национальной сборной до 15 лет с 11 по 18 февраля.
В 2013 году Пью посетила тренировочный лагерь национальной сборной до 15 лет в Центре олимпийской подготовки в Чула-Висте, а затем перешла в сборную до 17 лет и в конце апреля поехала в Сан-Хосе на международный турнир. После турнира Пью присоединилась к сборной до 17 лет на тренировочный сбор с 9 по 16 июня, а затем в рамках подготовки к чемпионату КОНКАКАФ среди женщин до 17 лет Пью посетила ещё один тренировочный лагерь с 21 по 31 июля в Колумбусе.
В конце сентября 2013 года Пью была включена в состав сборной до 17 лет на женский чемпионат КОНКАКАФ 2013 года, который проходил на Ямайке с 30 октября по 9 ноября. Во время турнира Пью была ключевым игроком и лучшим бомбардиром с пятью голами и тремя передачами. В полуфинальном матче против Мексики 7 ноября Соединённые Штаты проиграли в серии пенальти после ничьей 1:1 в основное время. Заняв третье место на турнире, Соединённые Штаты не прошли квалификацию на чемпионат мира до 17 лет 2014 года.
Пью в 2014 году участвовала в международном турниру, который состоялся в феврале В финальном матче турнира 9 февраля США встретились с Японией. Во время игры Пью забила свой четвёртый гол на турнире, а США выиграли со счётом 2:1 и стали обладателем трофея.
Пью была вызвана в национальную сборную до 20 лет на тренировочный сбор с 22 февраля по 2 марта, который проводился перед матчем с Китаем. В рамках подготовки к чемпионату мира до 20 лет, который состоялся в августе 2014 года, команда до 20 лет также тренировалась в мае и июле, а в июне отправилась в Европу. После финального сбора команды с 9 по 23 июля Пью была включена в состав сборной на чемпионат мира до 20 лет. В 16 лет она стала самой молодой участницей коллектива. Пью сыграл все 90 минут своего первого матча турнира против Германии 5 августа, во втором матче команды против Бразилии 8 августа она получила травму правой лодыжки на 27-й минуте и была заменена на Тейлор Рачиоппи. Несмотря на травму, Пью играла в оставшихся матчах. 16 августа сборная США проиграла КНДР, и выбыла из борьбы за титул.
Пью начала 2015 год на сборах в Сэнфорде с 24 по 31 января. Тогда же состоялся матч против мюнхенской «Баварии», которой американская сборная до 20 лет проиграла со счётом 0:4. Пью была заявлена на турнир в Ла-Манге. В первом матче Пью забила два мяча в ворота Норвегии. Пью была капитаном сборной во время второго матча команды против Нидерландов 7 марта, она сыграла все 90 минут в последнем матче команды против Швеции 9 марта.
В ноябре 2015 года Пью была включена в состав на чемпионат КОНКАКАФ в декабре 2015 года. Пью была самым опытным игроком в составе и стала капитаном. В первом матче против Мексики 4 декабря Пью реализовала пенальти на 20-й минуте, Соединённые Штаты прошли квалификацию на чемпионат мира до 20 лет после победы над Гондурасом в полуфинале 11 декабря. В финале США одержали победу над Канадой со счетом 1:0. По итогам турнира Пью была награждена «Золотой бутсой» и «Золотым мячом». 18 декабря она стала самой молодой футболисткой года в США.
Несмотря на то, что в 2016 году Пью уже входила в состав взрослой национальной сборной, она в возрасте 18 лет по-прежнему имела право на участие в чемпионате мира по футболу до 20 лет . Вернувшись с Олимпийских игр, Пью участвовала в сборах молодёжной сборной и стала капитаном сборной США на чемпионате мира. Во втором матче группового этапа против Новой Зеландии США выиграли 3:1, Пью забила гол и была признана лучшим игроком матча.
Участвуя на чемпионате мира до 20 лет и летних Олимпийских играх 2016 года, Пью вошла в историю, став первой женщиной из США, сыгравшей в обоих турнирах в одном году.

### Взрослая сборная

#### 2016

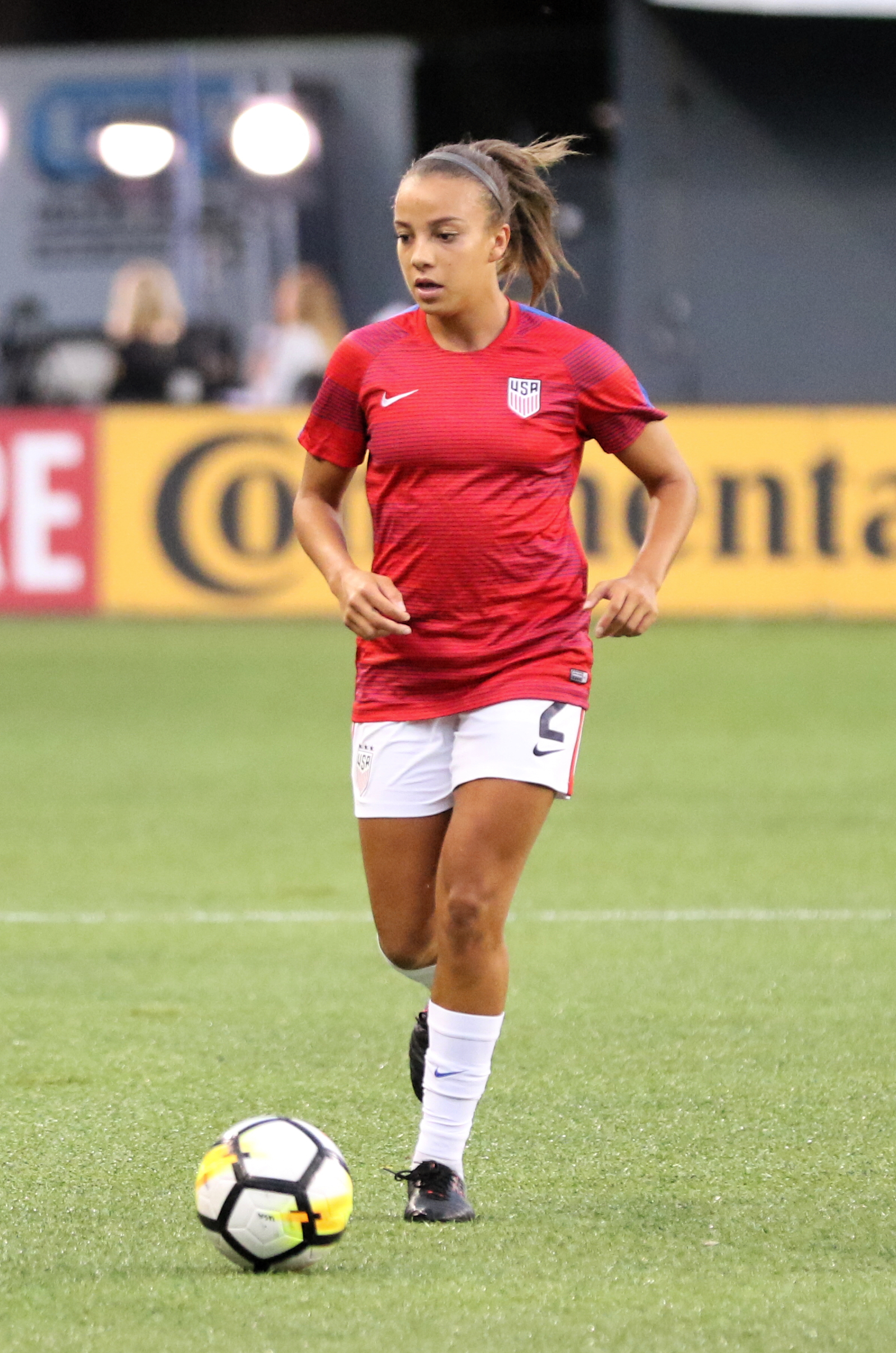
Пью в матче сборной США против Новой Зеландии 19 сентября 2017 года

После успешного выступления с женской сборной до 20 лет, Пью была вызвана во взрослую сборную в 2016 году. 23 января 2016 года Пью впервые сыграла за взрослую сборную в матче с Ирландией, заменив Алекс Морган на 58-й минуте. Она стала самым молодым игроком, дебютировавшим за сборную после Хизер О’Рейли в 2002 году, а также стала 19-й футболисткой, забившей гол в дебютном матче. Это случилось на 83-й минуте, а сборная США выиграла со счётом 5:0.
Она вошла в состав сборной на женский олимпийский квалификационный турнир КОНКАКАФ 2016 года, став самым молодым игроком на этих турнирах. В стартовом матче команды против Коста-Рики 10 февраля Пью заменила Кристал Данн на 68-й минуте. Во втором матче она заменила Али Кригер на 75-й минуте, а США победили Мексику со счетом 1:0. В матче против Пуэрто-Рико 15 февраля Пью впервые вышла на поле в стартовом составе, она отдала результативную передачу на 6-й минуте, а на 18-й минуте футболистка Пуэрто-Рико Селимар Паган сбила Пью в штрафной. Пенальти, заработанный Мэллори Пью, реализовала Карли Ллойд. Мэллори вышла в стартовом составе в матче против Тринидада и Тобаго 19 февраля, а США выиграли эту игру и получили путёвку на Олимпийские игры 2016 года в Рио-де-Жанейро. Пью также играла с первых минут против Канады в финале, в котором США выиграли со счётом 2:0.
Пью была включена в сборную на SheBelieves Cup 2016, который проходил с 3 по 9 марта. Она играла против Англии, а в матче против Франции отдала голевую передачу Она также появилась в финальном матче турнира против Германии, в котором США победили со счётом 2:1.
Пью была заявлена на матчи против Колумбии в начале апреля. 6 апреля она забила свой второй мяч за сборную после передачи Карли Ллойд. Шесть минут спустя она сама отдала передачу на Ллойд, которая удвоила преимущество США. Мэллори отыграла все 90 минут во втором матче против Колумбии 10 апреля. Пью был в списке на короткий тренировочный сбор перед ещё одной серией из двух игр против Японии в начале июня. Она отыграла все 90 минут первого матча 2 июня в Коммерс-Сити и оформила голевую передачу на 27-й минуте. Из-за болезни, Мэллори пропустила второй матч 5 июня.

#### Летние Олимпийские игры 2016
12 июля 2016 года Пью была включен в сборную США на Олимпийские игры 2016 года в Рио-де-Жанейро. Она дебютировала на Олимпийских играх 3 августа в матче открытия против Новой Зеландии. 9 августа Пью заменила Меган Рапино на 33-й минуте последнего группового матча против Колумбии. Пью забила гол на 59-й минуте, став самым молодым игроком США, забившим гол на Олимпийских играх. Она вывела США вперёд, однако матч закончился вничью со счётом 2:2. В четвертьфинале Пью вышла с первых минут в матче против Швеции 12 августа. После основного времени матча счет был 1:1, и Пью заменила Линдси Хоран на 114-й минуте. США потерпели поражение от Швеции по пенальти.

#### 2018
8 июня 2018 года Пью повредила правое колено. Она вернулась 31 августа 2018 года в игре против Чили. Соединённые Штаты выиграли со счетом 3:0, Пью отдала голевую передачу Кристен Пресс, которая забила третий гол.

#### 2019
Пью забила первый гол в году в матче против Франции в Гавре, который американки проиграли со счётом 1:3. Она играла SheBelieves Cup 2019, на котором Соединённые Штаты заняли второе место. 4 апреля Пью оформила свой второй дубль в карьере в матче против Австралии, а Соединённые Штаты выиграли 5:3. При этом Мэллори вышла на поле на 67-й минуте, а забила гол через 37 секунд после этого. Пью также отличилась голом в матче против Мексики перед чемпионатом мира 2019.

##### Чемпионат мира 2019
Пью была вызвана в сборную на чемпионат мира 2019 года и забила свой первый гол на в матче против Таиланда 11 июня 2019 года. Она участвовала во всех трех играх группового этапа против Таиланда, Чили и Швеции.

#### 2020
Пью была включена в состав сборной на SheBelieves Cup 2020. В своей третьей и последней игре турнира против Японии Соединённые Штаты выиграли 3:1. Пью отдала передачу Линдси Хоран. Она не смогла принять участие из-за травмы в сборе национальной сборной, который проходил с 18 по 28 октября 2020 года.

## В культуре

### СМИ
В мае 2017 года Nike объявила о подписании долгосрочного партнёрства с Пью, назвав её «футбольным феноменом». С тех пор она участвовала в нескольких рекламных акциях Nike, в том числе в рекламе Dream With Us в рамках кампании Just Do It.
В 2019 году Пью участвовал в двух промоушенах Gatorade: Bring the Heat с участием Лионеля Месси и Every Day is Your Day с участием Мии Хэмм.
Пью была представлена в видеоигре FIFA 21.